# Botley, Hampshire
Botley är en ort och civil parish i Storbritannien.   Den ligger i grevskapet Hampshire och riksdelen England, i den södra delen av landet, 100 km sydväst om huvudstaden London. Botley ligger 9 meter över havet och antalet invånare är 2 562.
Terrängen runt Botley är huvudsakligen platt. Botley ligger nere i en dal. Runt Botley är det mycket tätbefolkat, med 1 221 invånare per kvadratkilometer. Närmaste större samhälle är Southampton, 9,5 km väster om Botley. I omgivningarna runt Botley växer i huvudsak blandskog.